# The Man Inside – Tödliche Nachrichten
The Man Inside – Tödliche Nachrichten ist ein Spielfilm von Regisseur Bobby Roth aus dem Jahr 1990. Die Premiere fand im Juli 1990 beim MystFest im italienischen Cattolica statt. The Man Inside wurde dort auch für die Kategorie des besten Films nominiert. In Deutschland war der Film erstmals am 19. Juni 1991 zu sehen. Als Kaufvideo erschien der Film unter dem Titel Der Preis der Wahrheit.

## Handlung
Der portugiesische General Borges plant in sein Heimatland zurückzukehren. Um wieder an die Macht zu kommen, bereitet er einen Putsch aus dem Ausland vor. Der Journalist Günter Wallraff, der auf politische Enthüllungen spezialisiert ist, schafft es, sich unter die Vertrauten Borges einzuschleusen. Dabei findet er heraus, dass an diesem Putsch der hochrangige deutsche Politiker Heinz Herbert Schultz beteiligt ist. Dieser gerät nach der Bekanntgabe von Wallraffs Nachforschungen in Bedrängnis. Diese Tatsache gefällt dem Zeitungsgründer und Herausgeber des „Standard“ überhaupt nicht. Sein Chefredakteur Schroeter lässt daraufhin seine Redakteure mit einer Rufmord-Kampagne gegen Wallraff beginnen. Trotz massiver Bedrohung lässt sich dieser jedoch nicht aufhalten. Er lässt sich als Redakteur Franz Messer beim Standard einstellen, um über die Verbindung der Zeitung mit den rechtslastigen Regimen im Ausland zu berichten. Schon bald wird er Teil der Machenschaft und mit Star-Reporter Henry Tobel in den Einsatz geschickt. Wallraff wird schließlich enttarnt. Mit Tobels Hilfe gelingt es ihm aber, den Standard vor Gericht zu belasten. Das nachträgliche Zuspiel des Materials bezahlt Tobel jedoch mit seinem Leben.

## Hintergrund
Nach seiner dreieinhalb Monate langen Tätigkeit als Redakteur der Bild-Zeitung erschütterte Günter Wallraff mit seinem Buch Der Aufmacher im Jahr 1977 die deutsche Medienlandschaft. Bei der im Film genannten Zeitung Standard handelt es sich in Wirklichkeit um die BILD. Weiters entspricht die Rolle des Hermes Brauner, dem Bild-Gründer Axel Springer. Wallraff ermittelte allerdings nicht unter dem Namen Franz Messer, sondern als Hans Esser.

## Kritiken
Das Lexikon des Internationalen Films urteilt: „Spannend, wenn auch etwas hölzern und klischeehaft entwickelte Geschichte nach den Erlebnissen des Journalisten Günter Wallraff [...]. Redlich in der politischen Absicht, zeichnet der Film in der Beschreibung der Zeitungsmacher das Klischeebild des "häßlichen Deutschen".“
Moviemaster.de schreibt, der Film sei ein „reißerischer Streifen, der allerdings in der Ästhetik der frühen 1980er Jahre verharrt und als ‚dokumentarisches Zeitzeugnis‘ wenig unter die Haut geht.“ Cinema spricht von einem „fesselnden, leider aber auch banalen Krimi“.